# Tommy Jakobsen
Tommy Jakobsen, född 10 december 1970 i Oslo) är en norsk tidigare ishockeyspelare. Han har tidigare spelat för Graz 99ers (Østrig), SC Bern (National League A, Schweiz), Augsburger Panther, DEG Metro Stars (Deutsche Eishockey Liga, Tyskland), Spektrum Flyers,  Lillehammer Lørenskog IK och Furuset IF i Norge. 
Tommy Jakobsen har också spelet för Djurgården i Sverige.